# Heber (Californië)
Heber is een plaats in Imperial County in Californië in de VS.

## Geografie
Heber bevindt zich op 32°43′52″Noord, 115°31′41″West. De totale oppervlakte bedraagt 3,9 km² (1,5 mijl²) wat allemaal land is.

## Demografie
Volgens de census van 2000 bedroeg de bevolkingsdichtheid 774,3/km² (2003,9/mijl²) en bedroeg het totale bevolkingsaantal 2988 welke bstond uit:
- 34,34% blanken
- 0,64% zwarten of Afrikaanse Amerikanen
- 0,60% inheemse Amerikanen
- 0,27% Aziaten
- 61,85% andere
- 2,31% twee of meer rassen
- 97,52% Spaans of Latino

Er waren 729 gezinnen en 677 families in Heber. De gemiddelde gezinsgrootte bedroeg 4,10.

## Plaatsen in de nabije omgeving
De onderstaande figuur toont nabijgelegen plaatsen in een straal van 32 km rond Heber.